# Krystyna Majorkowska-Knap
Krystyna Majorkowska-Knap (ur. 1941, zm. 20 lutego 2023) – polska specjalistka z zakresu mechaniki ciał odkształcalnych oraz mechaniki konstrukcji, dr hab. inż.

## Życiorys
Obroniła pracę doktorską, następnie uzyskała stopień doktora habilitowanego. Została zatrudniona na stanowisku profesora nadzwyczajnego w Instytucie Techniki Lotniczej i Mechaniki Stosowanej na Wydziale Mechanicznym Energetyki i Lotnictwa Politechniki Warszawskiej.

## Odznaczenia i wyróżnienia
- Odznaka Zasłużony dla Politechniki Warszawskiej[1]
- Złoty Krzyż Zasługi[1]
- Srebrny Krzyż Zasługi[1]